# Lilla Sudokträsket
Lilla Sudokträsket är en sjö i Jokkmokks kommun i Lappland och ingår i Luleälvens huvudavrinningsområde.